# Демьянюк, Дмитрий Алексеевич
Дми́трий Алексе́евич Демьяню́к (укр. Дмитро Олексійович Дем'янюк; род. 30 июня 1983 года во Львове) — украинский легкоатлет, прыгун в высоту. Мастер спорта Украины международного класса.

## Биография
Родился 30 июня 1983 года во Львове в семье прыгунов в высоту Алексея Демьянюка и Татьяны Маркевич. У Дмитрия также есть младший брат Максим. Прыжками в высоту Демьянюк начал заниматься относительно поздно — в девятом классе.
Окончил Львовское училище физкультуры и юридический факультет Львовского технико-экономического колледжа. Затем учился в экстернате факультета дизайна в НУ «Львовская политехника».
В 2004 году Демьянюк мог поехать на Олимпийские игры в Афины, но не дотянул несколько сантиметров до норматива (230 см). В 2006 году Демьянюк травмировал ногу и полтора года не тренировался. Тем не менее, в 2007 году он стал серебряным призёром чемпионата Украины. В следующем году стал победителем национального первенства по лёгкой атлетике (в помещении) и участником пекинской Олимпиады (не попал в финал, 2,20 м). Победитель командного чемпионата Европы по лёгкой атлетике 2011 года, где установил личный рекорд — 2 м 35 см. В 2012 году Демьянюк поехал на Олимпиаду в Лондоне, но снова не прошёл в финал (2,21 м). Спортсмен не очень удачно выступил на Олимпиаде из-за травмы стопы, после Игр перенёс две операции.
В январе 2022 года объявил об окончании спортивной карьеры.
Тренер В. Лебедюк также является крёстным отцом Демьянюка.